# Jędrzej Śniadecki
Jędrzej Śniadecki (30 de novembre de 1768, Żnin, Confederació de Polònia i Lituània - 12 de maig de 1838, Vílnius) fou un escriptor, metge, químic i biòleg polonès. Les seves fites més remarcables són la creació de la moderna terminologia a Polònia en el camp de la química.

## Vida i obra
Després d'acabar els estudis universitaris, va ser escollit per ser el primer professor de medicina i química a l'Escola Principal del Gran Ducat de Lituània, que el 1803 s'anomenà Universitat Imperial de Vílnius. Un dels seus estudiants fou Ignacy Domeyko. Śniadecki fou també un dels principals organitzadors i cap de l'Acadèmia Mèdicoquirúrgica de Vílnius. Entre el 1806 i el 1836 va dirigir la Societat Mèdicocientífica local, una de les principals societats científiques de la regió.
L'obra més important de Śniadecki fou Els començaments de la química, el primer llibre de text sobre química en polonès, preparat per a la Comissió d'Ensenyament Nacional. Fou considerat un dels millors llibres científics de text polonesos de l'època i s'emprà a les universitats de Polònia fins ben entrada la dècada 1930. Śniadecki també va ser conegut com a escriptor d'obres menys serioses, cofundador de la Societat Malbaratadora, va contribuir amb articles per al seu seminari satíric, Notícies de claveguera, i també escrigué a Notícies de Vílnius, el diari més gran i de major prestigi a Vílnius.